# Zopherus prominens
Zopherus prominens es una especie de coleóptero de la familia Zopheridae.

## Distribución geográfica
Habita en Nevada (Estados Unidos).